# 西奧多·羅斯福三世
西奧多·羅斯福三世（英語：Theodore Roosevelt III，1887年9月13日—1944年7月12日），暱稱泰德·羅斯福（Ted Roosevelt），美國總統西奥多·罗斯福（老罗斯福）之子，有時也被稱為小西奧多·羅斯福。美軍將領，出身羅斯福家族。

## 生平
泰德生於紐約州，是老罗斯福與伊蒂絲·羅斯福兩人生下的長子。泰德出生時，其父親正開始其政治生涯。他中學就讀格罗顿学校，1909年，畢業於哈佛大學。在進入大學之前，曾就讀軍校。
第一次世界大戰期間，泰德服役於美國陸軍。在1919年建立的美國退伍軍人協會中，曾扮演重要角色。
泰德之後歷任多個公職，1920年擔任紐約州眾議院議員，1921年擔任海軍助理部長，1929年任波多黎各總督，1932年調菲律賓總督。1944年發生的諾曼地登陸戰役，泰德率領的部隊，是第一波登上猶他海灘的美軍部隊，他因此獲頒荣誉勋章。在美軍進入法國巴黎不久後，於巴黎因心臟病過世，最終官至准將。